# テニカ・ウィリソン
テニカ・ウィリソン（Tenika Willison、1997年12月7日 - ）は、ニュージーランドの女子ラグビー選手。

## プロフィール
- ニュージーランド・ハミルトン出身[1]。
- ポジションはスタンドオフ(SO)。
- 身長 167cm、体重 69kg

## 略歴
2021年、東京五輪の7人制女子ニュージーランド代表に選ばれて金メダル獲得。